# DS-13
DS-13 (Demon System 13) var ett hardcore-/thrashcoreband från Umeå, som bildades omkring 1996 och lades ner 2002. Bandet turnerade Europa, USA och Japan. De återförenades tillfälligt på Dennis Lyxzéns 40-årsfest 2012 och återförenades åter 2017 för turnéer i USA och Japan.

## Medlemmar
- Sång - Fredrik Jonsson "Tom Terror" (Eclipse)
- Bas - Christoffer "138 golvvärme" Jonsson (AC4, Sonic Ritual, E.T.A, Bruce Banner, Imperial Leather, Suicide Blitz, EXIL)
- Gitarr - Jonas Lyxzén "D-KAY" (Insurgent Kid, Separation, Eclipse, Abhinanda, Sänkt)
- Trummor - André Sandström "Andy A" (Tristess, The Vicious, Asterisk*, The Lost Patrol Band, U.X Vileheads, INVSN, EXIL)

## Diskografi
(ofullständig)
- 1997 - Aborted Teen Generation EP (Busted Heads Records, och senare Havoc Records)
- 1998 - Split 7" med STGM (Hepatit D)
- 1998 - For the Kids, Not the Business EP (Communichaos Media)
- 2000 - Thrash and Burn EP (Boy Useless, Enslaved Records)
- 2000 - Split 7" med Code 13 (Havoc Records)
- 2001 - Vad vet vi om kriget? LP (Deranged Records)
- 2001 - Jag hatar soldater flexi 7" (Busted Heads Records)
- 2001 - Killed by the Kids LP (Havoc Records)
- 2002 - No One Will Thank You When You Are Dead CD (Deranged Records)